# جون سونودا
جون سونودا (باليابانية: 薗田 淳) (23 يناير 1989 في شيزوكا في اليابان – )؛ هو لاعب كرة قدم ياباني سابق كان يلعب كمدافع.

## وصلات خارجية
- جون سونودا على موقع رابطة كرة القدم اليابانية للمحترفين (اليابانية)
- جون سونودا على موقع قاعدة بيانات كرة القدم.إي يو (الإنجليزية)
- جون سونودا على موقع Soccerway.com (الإنجليزية)
- جون سونودا على موقع عالم كرة القدم.نت (الإنجليزية)
- جون سونودا على موقع كووورة